# マイケル・リーブス
マイケル・リーブス (Michael Reeves、1997年11月20日 - ) は、アメリカ合衆国のYouTuberとTwitchストリーマー。ロボット工学に焦点を当てたビデオで最もよく知られている。オフラインTVに入っている。